# Eburia pseudostigma
Eburia pseudostigma är en skalbaggsart som beskrevs av Steven W. Lingafelter och Eugenio H.Nearns 2007. Eburia pseudostigma ingår i släktet Eburia och familjen långhorningar. Inga underarter finns listade i Catalogue of Life.